# Antiozonante
Un antiozonante, o anti-ozonante, è un composto chimico che previene o rallenta la degradazione dei materiali ad opera dell'ozono presente nell'aria. Gli antiozonanti sono utilizzati come additivi per materie plastiche e gomme, specialmente nella manifattura degli pneumatici.
Tra gli antiozonanti più comuni si trovano:
- paraffine che formano una barriera superficiale;
- p-fenilendiammine come la 6PPP, N-(1,3-dimetilbutil)-N-p-fenilendiammina;[1] o la IPPD, N-isopropil-N-fenil-p-fenilendiammina[2]
- Etilen diurea (EDU)